# Bermuda Broadcasting Company
 (avril 2019).
Pour les articles homonymes, voir BBC (homonymie).
La Bermuda Broadcasting Company est la plus grande entreprise de radiodiffusion aux Bermudes. Parfois abrégé localement en « BBC », elle n’est pas liée à la British Broadcasting Corporation, un radiodiffuseur public du Royaume-Uni. Société de radiodiffusion commerciale à but lucratif depuis ses débuts dans les années 1950, son président est Fernance B. Perry.
La Bermuda Broadcasting Company est propriétaire de stations de radio et de chaînes de télévision utilisant les lettres d’appel « ZFB » et « ZBM ». L’indicatif téléphonique ZBM est l’un des plus anciens des Bermudes : il a été utilisé depuis 1953 pour une station de radio AM, depuis 1962 pour une station de radio FM, et a également été utilisé, à partir de 1958, pour la première station de télévision qui a donné aux Bermudes leur propre chaîne de télévision après des années passées à regarder une chaîne de télévision destinée aux militaires américains en poste à Kindley Field. ZFB était à l'origine l'indicatif d'appel des stations de radio et de télévision de la Capital Broadcasting Company de 1965 à 1984.
En 2008, à la suite de troubles sociaux et d'un remaniement du personnel de la société de radiodiffusion, Fernance Perry a déclaré à la Royal Gazette que les perspectives d'avenir de la société étaient « prometteuses ». L'année suivante, en avril 2009, une grève de 40 employés syndiqués a interrompu toute programmation des stations de radio et de télévision de la société pendant quatre jours. Perry a déclaré qu'il était nécessaire de modifier les règles de travail et les salaires du personnel « pour aider une entreprise en difficulté financière ». L'arrêt de travail a été réglé et les activités normales ont repris le 21 avril, après la médiation du gouvernement.

## Radio
- Bermuda Spirit, anciennement ZFB, le 1 230 kHz (puissance de l'émetteur : 1 kW)[2], mélange entre local, religieux et adult contemporary
- ZFB-FM (en tant que "Power95 Stereo FM") sur 94,9 MHz (PAR : 1 kW) depuis 1971, format urbain / reggae
- ZBM sur 1 340 kHz (puissance de l'émetteur : 1 kW) à partir de 1953[2], principalement au format actualités / débats, avec quelques émissions musicales
- ZBM-FM (en tant que FM89) sur 89,1 MHz (PAR : 15 kW) depuis 1962 [2] principalement dans le format adult contemporary[1]

## Télévision
- ZFB-TV, canal virtuel 20.2 (canal numérique UHF 20), est la station affiliée de ABC ; cependant, lorsque ZFB faisait partie de Capital Broadcasting Company, la chaîne de télévision diffusait sur le canal 8
- ZBM-TV, canal virtuel 20.1 (canal numérique UHF 20), est la station affiliée de CBS ; cependant, lorsque ZBM a commencé à émettre en 1958, il était auparavant sur le canal 10. Les deux chaînes sont diffusées à la télévision par câble des Bermudes.